# Universidad de Craiova
La Universidad de Craiova (en rumano: Universitatea din Craiova) es una universidad pública situada en Craiova, Rumanía. Se fundó en 1947, inicialmente con cuatro institutos, en el Palacio de Justicia de Craiova. Es la mayor universidad de la histórica provincia rumana de Oltenia. Fue la última universidad creada en el Reino de Rumanía. Fue la quinta universidad de Rumanía aprobada oficialmente por el Consejo Ministerial de la República Socialista de Rumanía en 1965, con siete facultades: Matemáticas, Filología, Electrotécnica, Agricultura, Horticultura, Química y Economía. La universidad es miembro de la Asociación Europea de Universidades. En la actualidad cuenta con un total de 16 facultades y dos escuelas superiores para programas de grado y posgrado. El profesor Cezar Ionuț Spînu es el decimotercer rector de la universidad desde 2016. La universidad está regida por un Consejo Vicerrectoral de siete miembros.
La universidad es conocida internacionalmente por su club de fútbol CS Universitatea Craiova.